# Cranham, London
Cranham är en del av en befolkad plats i Storbritannien.   Den ligger i grevskapet Greater London och riksdelen England, i den sydöstra delen av landet, 28 km öster om huvudstaden London. Cranham ligger 23 meter över havet och antalet invånare är 2 836.
Terrängen runt Cranham är platt, och sluttar söderut. Runt Cranham är det tätbefolkat, med 659 invånare per kvadratkilometer. Närmaste större samhälle är Bexley, 16,0 km sydväst om Cranham. Trakten runt Cranham består till största delen av jordbruksmark.